# Dee Snider
Daniel "Dee" Snider (Astoria, Queens, New York, 1955. március 15. –) amerikai énekes, dalszerző, forgatókönyvíró, színész.
A Twisted Sister heavy metal együttes énekese. Apja, Bob, rendőr volt, anyja, Marguerite, pedig művészettanár. Apja zsidó volt, anyja katolikus. Snider 1976-ban lépett a Twisted Sisterbe, 1982-ben kiadták az első lemezüket, Under the Blade címmel. Ez a lemez nagy ismertséget hozott a zenekarnak. Az 1980-as évek közepén Snider volt az MTV Headbangers Ball című műsorának a vezetője. 1981-ben feleségül vette Suzette Snidert, akitől négy gyereke született. Dee rádiós személyiség is volt, 1999-től 2003-ig egy reggeli műsort vezetett. A zenész szinkronhang is volt, több sorozatban és videójátékban is szerepelt, például a Spongyabob Kockanadrágban, amelynek nagy rajongója. A Twisted Sisteren kívül két másik együttest is alapított: Desperado és Widowmaker.

## További információ
- Hivatalos oldal
- Dee Snider a Facebookon
- Dee Snider a PORT.hu-n (magyarul)
- Dee Snider az Internet Movie Database-ben (angolul)
- Dee Snider a Rotten Tomatoeson (angolul)